# Cantone di Rozoy-sur-Serre
Il Cantone di Rozoy-sur-Serre era una divisione amministrativa dell'arrondissement di Laon.
A seguito della riforma approvata con decreto del 21 febbraio 2014, che ha avuto attuazione dopo le elezioni dipartimentali del 2015, è stato soppresso.

## Composizione
Comprendeva 30 comuni:
- Archon
- Les Autels
- Berlise
- Brunehamel
- Chaourse
- Chéry-lès-Rozoy
- Clermont-les-Fermes
- Cuiry-lès-Iviers
- Dagny-Lambercy
- Dizy-le-Gros
- Dohis
- Dolignon
- Grandrieux
- Lislet
- Montcornet
- Montloué
- Morgny-en-Thiérache
- Noircourt
- Parfondeval
- Raillimont
- Renneval
- Résigny
- Rouvroy-sur-Serre
- Rozoy-sur-Serre
- Sainte-Geneviève
- Soize
- Le Thuel
- Vigneux-Hocquet
- La Ville-aux-Bois-lès-Dizy
- Vincy-Reuil-et-Magny